# Mornarički kasino u Puli
Mornarički kasino (njem. Marine-Kasino), palača u centru Pule izgrađena 1913. godine za vrijeme austro-ugarske uprave nad Pulom.
Pula je na prijelazu iz 19. u 20. stoljeće bila sjedište i središte respektabilne mornarice Austro-Ugarske Monarhije, grad imperativno predodređen da se s tom mornaricom naprosto poistovjeti. Prekrasno zdanje koje je zasigurno bilo krunski dragulj ondašnjeg grada-kasarne bila je palača izgrađena 9. svibnja 1872. naziva Marine-Kasino in Pola. Projekt je napravio arhitekt Friedrich Adam iz Münchena, a kamen temeljac postavljen je 1870. Ova zgrada stajala je tri i po desetljeća usred vlastitog raskošnog mediteranskog parka na velikoj, kameno-željeznom ogradom izoliranoj parceli u središtu Pule uz samu granicu povijesne jezgre i novoga dijela grada. Bila je prva susjeda kazališta s jedne i monumentalne palače nadvojvode Karla Stjepana porušene 1945. godine tijekom bombardiranja s druge strane.
Mornarički je kasino ubrzo je postao sakupljalište tadašnje elite Pule. Zgrada je bila zatvorenog tipa, namijenjena članovima Znanstvenog društva, a članovi su mogli biti časnici, svećenici, stručnjaci čiji je rad bio vezan uz austro-ugarsku mornaricu. Civil je mogao postati članom društa tek ako su njegovo članstvo "blagoslovili" članovi samog društva. U Mornaričkom su se kasinu održavala stručna predavanja i rasprave, ali je služio i za zabavu, druženje i ples njegovih članova. Tu se se održavale i glumačke predstave, ali i koncerti. 
Znatnim porastom broja stanovnika Pule, ali i članova društva, stara je zgrada postala pretijesna pa je 1910. srušena i već 1913. zamijenjena još reprezentativnijim zdanjem koje se može vidjeti danas. Novi Mornarički kasino površine oko 15.000 m2 služio je za razonodu i zabavu austro-ugarskih časnika i njihovih obitelji. Izgrađen je prema projektu bečkog arhitekta Ludwiga Baumanna. U zgradi je napravljen prekrasni glavni hall, zvan i 'Zimski vrt', s dvostrukim kaneliranim dorskim stupovima prislonjenim na stakleni strop koji je vodio prema dvoranama predviđenim za održavanje koncerta i balova, odnosno na terasu, vrt i okolni park u kojem se i danas održavaju brojne kulturne manifestacije i javna okupljanja. Grandiozna glavna dvorana imala je pozornicu i trostrani balkon, predstavljajući idealno mjesto za balove, koncerte te druge otmjene priredbe.
Za vrijeme talijanske uprave nad gradom palača je pretvorena u Palazzo del governo, sjedište vlasti Istarske provincije o čemu svjedoče tragovi natpisa još uvijek vidljivi na glavnoj fasadi. Nakon priključenja Pule Hrvatskoj i Jugoslaviji zgrada je ponovno dobila ulogu za koju je bila i izgrađena pa je postala Dom JNA. No, iako je bila "vojni objekt", ona za građanstvo nipošto nije bila nedostupna.
1950-ih i 1960-ih godina sjeverna bočna dvorana služila je kao reprizno kino u kojem je redovno gostovala i Kinoteka, pa su se filmofili mogli iscrpno upoznati sa svim važnim djelima sedme umjetnosti. U istom razdoblju veličanstveno je prizemlje palače bilo na raspolaganju za priređivanje glamuroznih i dostojanstvenih maturalnih balova. Dok su gala odjeveni maturanti uz pravi orkestar plesali u sjajnoj velikoj dvorani, u pokrajnjim su salama ponosni roditelji uživali u probranim jelima i pićima.
1970-ih i 1980-ih godina kuća se još više otvorila. Velika je dvorana postala pravom gradskom univerzalnom salom: zamjenjivala je tijekom tih dvaju desetljeća zatvoreno kazalište, bila je kino za spektakularne projekcije, udomila je privremenog beskućnika – filmski festival, omogućavala priređivanje prestižnih likovnih izložbi...
Kad je iz Pule otišla Jugoslavija i JNA početkom 1990-ih Mornarički kasino, tj. Dom JNA pripao je novoj državi, osamostaljenoj Hrvatskoj koja ga je, normalno, odmah prekrstila, a zatim, po "logici" stvari, novim vlasnikom dragocjene nekretnine imenovala Ministarstvo obrane. Zgrada danas nosi naziv Dom hrvatskih branitelja (ponekad zvan i Dom oružanih snaga), a najznačajnija ekskluzivna institucija u njoj je svakako K.u.K. Mornarička biblioteka.
U Mornaričkom kasinu svake godine održava se Sa(n)jam knjige u Istri.